# Сехниці (гміна)
Гміна Сехніце (пол. Gmina Siechnice) — місько-сільська гміна у південно-західній Польщі. Належить до Вроцлавського повіту Нижньосілезького воєводства.
Станом на 31 грудня 2011 у гміні проживало 16781 особа.

## Площа
Згідно з даними за 2007 рік площа гміни становила 98.57 км², у тому числі:
- орні землі: 68.00%
- ліси: 10.00%

Таким чином, площа гміни становить 8.83% площі повіту.

## Населення
Станом на 31 грудня 2011:
| Опис     | Загалом | Загалом | Чоловіки | Чоловіки | Жінки | Жінки |
| -------- | ------- | ------- | -------- | -------- | ----- | ----- |
| одиниця  | осіб    | %       | осіб     | %        | осіб  | %     |
| все      | 16781   | 100     | 8055     | 48.00    | 8726  | 52.00 |
| міське   | 5544    | 100     | 2686     | 48.45    | 2858  | 51.55 |
| сільське | 11237   | 100     | 5369     | 47.78    | 5868  | 52.22 |

## Сусідні гміни
Гміна Сехніце межує з такими гмінами: Черниця, Доманюв, Кобежице, Олава, Журавіна.